# 주체농법

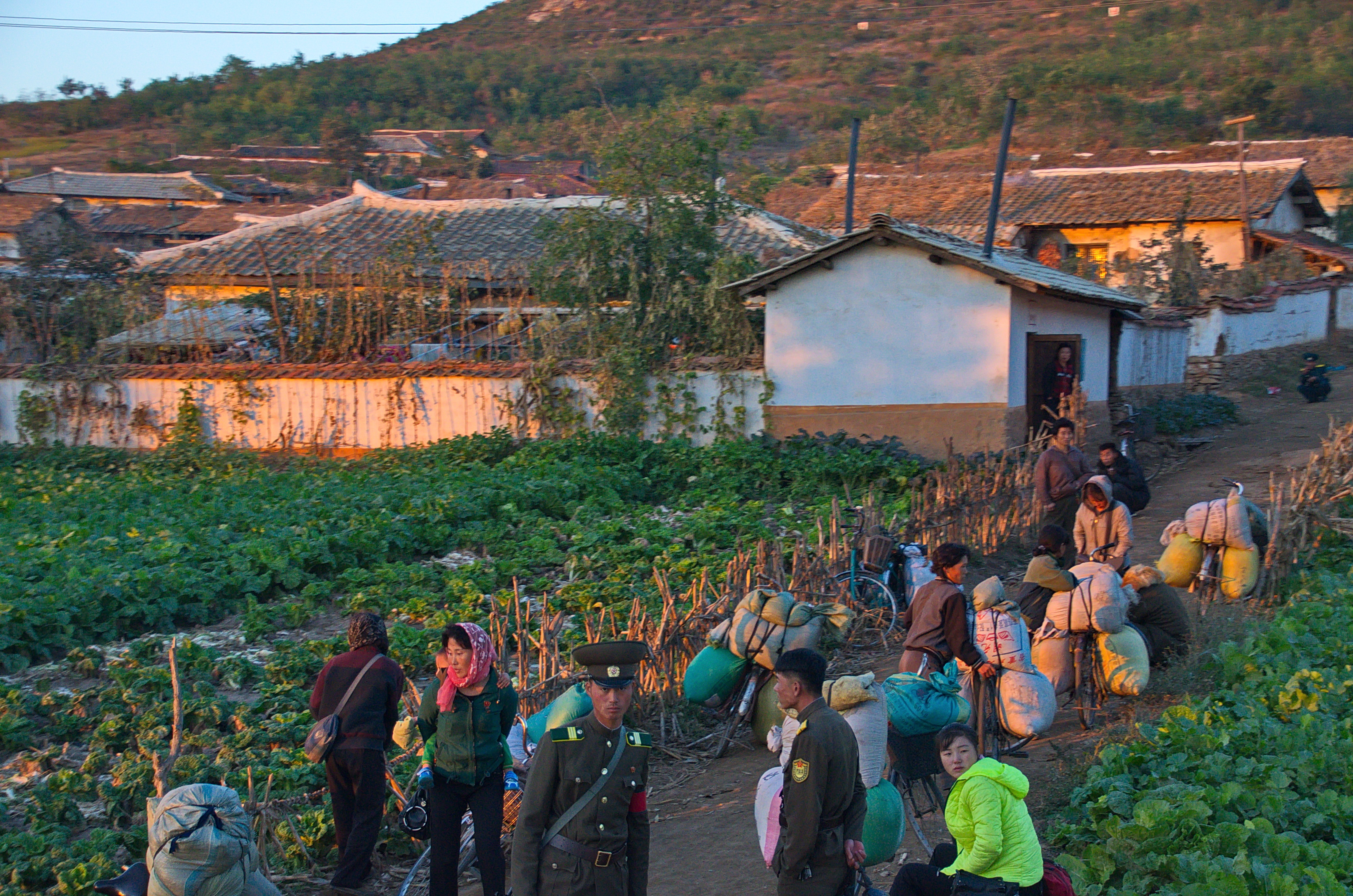

주체농법(主體農法)은 조선민주주의인민공화국에서 행해지고 있는 주체사상에 근거해서 식량 자급을 목표로 하는 농법이다.
원래 한반도 북부는 일본의 통치하에서 광공업 지역으로, 개발이 진행되고 있었다. 그 때문에 북한에서는 식량의 자급이 과제가 되었는데, 김일성·김정일부자의 지도에 의해서 진행되었다.
그 실태는 조선노동당의 지도에 복종해왔기 때문에 근성만으로 해내는 일을 요구한다고 하는 것으로, 주체농법도 사실상 실패하고 북한의 농지와 자연 환경이 파괴되어 오히려 식량난을 가져왔다고 여겨진다.
예를 들면 식료가 부족하면 산림을 농지로 바꾸면 좋다고 하는 단순하고 어이없는 이론을 내세우고, 산을 개간하고 다랑논을 만들게 되었지만 똑바로 만들지 않아서 이러한 농법에 의해 산은 민둥산이 되고, 홍수의 원인이 되어서 식량생산을 실패하였으며 화학 비료를 너무 많이 투여했고 논에 고밀도 모심기를 지도했기 때문에, 쌀 생산도 실패했으며 병충해로 농지의 생산력이 떨어지고, 많은 농지가 사막화라고 할정도의 참상을 나타내고 있으며 굶어죽는 사람도 있다.

## 같이 보기
- 농업 집단화